# Bazarella insularis
Bazarella insularis är en tvåvingeart som beskrevs av Wagner 1994. Bazarella insularis ingår i släktet Bazarella och familjen fjärilsmyggor. Inga underarter finns listade i Catalogue of Life.